# Chaganiã

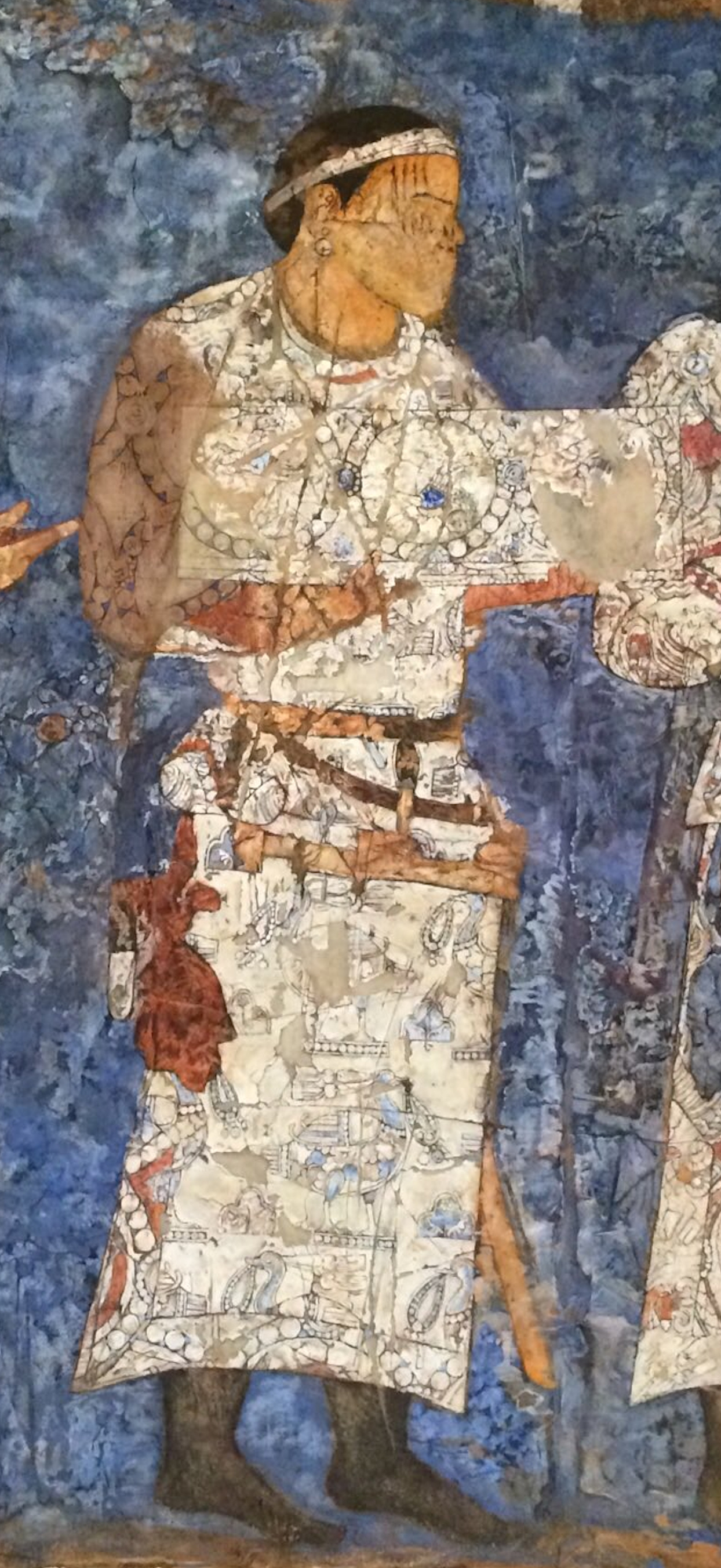
Um embaixador de Chaganiã em visita ao rei soguediano de Samarcanda representado nas pinturas de Afrassíabe

Chaganiã (em persa médio: Chagīnīgān; em persa: چغانیان; romaniz.: Chaghāniyān; em usbeque: Chagʻoniyon), conhecido nas fontes em árabe como al-Saghaniyan, foi uma região medieval e um principado situado na Ásia Central, na zona a norte da margem direita rio Oxo (Amu Dária), a sul de Samarcanda, no que é atualmente o sul-sudeste do Usbequistão.

## História

### Domínio heftalita
Chaganiã foi um principado tampão do Império Heftalita (séculos V–VII) que se estendia entre Denov e Termez, que se tornou um santuário para os heftalitas a seguir a estes terem sido derrotados pelo Império Sassânida e pelo Primeiro Canato Turco na Batalha de Gol-Zarrium em 563–567. Após essa derrota, os heftalitas restabeleceram-se em Chaganiã e outros territórios do Tocaristão (Báctria), sob o seu novo rei Faganixe, que fundou uma nova dinastia. Em pouco tempo, os novos territórios a norte do Oxo, onde se situava Chaganiã, ficaram sob a suserania do Grão-Canato Turco Ocidental, enquanto que os territórios a sul do rio eram nominalmente controlados pelo Império Sassânida. Em 581, os territórios sob domínio dos turco rebelaram-se.
A cunhagem das moedas de Chaganiã imitava as moedas sassânidas de Cosroes I, por vezes com a inclusão do nome de governantes locais.
Em 648-651, um embaixador de Chaganiã de nome Pucarzate visitou o rei  soguediano Varcumã de Samarcanda. Tem-se conhecimento dessa visita através das de pinturas murais do sítio arqueológico de Afrassíabe, situado nos arredores da Samarcanda moderna. As pinturas, também conhecidas como Pinturas dos Embaixadores, mostram também outros embaixadores da Ásia Central. Pukarzate apresentou-se como dapirpate (chanceler) de Turantás (Turantash), o senhor de Chaganiã. Turantás pode ter sido um monarca "huno" heftalita ou um dos Chaghan Khudahs locais que aparentemente coexistiram com os heftalitas.

### Domínio dos Chaghan-Khudah
Durante as primeiras décadas da sua história, o controlo de Chaganiã mudou várias vezes de mãos entre os sassânidas e os hefttalitas. No início do século VII, a região foi governada por uma dinastia local iraniana que ficou conhecida como Chaghan-Khudah, o título usado pelos seus monarcas, ou Principado de Chaganiã. Durante a conquista muçulmana da Pérsia, o Chaghan Khudah ajudou os sassânidas contra o árabes Primeiro Califado. Porém, após terem anexado o Império Sassânida, os árabes começaram a virar a sua atenção militar para os governantes locais do Grande Coração, entre os quais os Chaghan Khudah e muitos outros monarcas e príncipes. Em 652, o Chaghan Khudah, juntamente com os soberanos de Gusgã, Talocã e Fariabe, apoiou o Tokhara Yabgu, governante turco-ocidental do Tocaristão meridional, contra os árabes. No entanto, estes saíram vitoriosos da guerra. Pouco tempo depois, rebentou a Primeira Guerra Civil Islâmica, na sequência da qual foi fundado o Califado Omíada em 661.
Os raides árabes na Ásia Central tornaram-se mais organizados quando passaram a ser comandados pelo vice-rei da parte oriental do Califado Omíada, Ziade ibne Abi (Ziyād ibn Abīhi Sufyān) e pelo seu tenente  governador Aláqueme ibne Anre Alguifari. Em 667, os árabes cruzaram o Oxo e atacaram Chaganiã. O sucessor de Aláqueme, Rabi ibne Ziade Alariti, também lançou expedições à região. Para o historiador Hamilton A. R. Gibb, as expedições contra Chaganiã e outras áreas a leste do rio Oxo indicam que havia "um plano metódico de conquista" da Soguediana por Ziada. Em 705, o general árabe Cutaiba ibne Muslim conseguiu que o Chaghan Khudah, cujo nome é mencionado como sendo Tish, se reconhecesse vassalo dos omíadas. Contudo, a verdadeira razão para a submissão de Tish era ganhar apoio para derrotar os governantes locais de Akharun e Shuman, no Tocaristão setentrional, tinham andado a fazer incursões no seu território. Cutaiba derrotou rapidamente esses dois governantes e forçou-os a submeterem-se à autoridade do califado.
Em 718, uma embaixada conjunta de Tish, Guraque (rei de Samarcanda), Naraiana (rei de Cumade) e de Tughshada (Bukhar Khudah [rei de Bucara]) foi enviada à China para pedir ajuda ao imperador Tangue Xuanzong no combate contra os árabes. Apesar disso, o principado de Chaganiã esteve ao lado dos árabes na guerra contra os turguexes e na Batalha da Bagagem (Yawm al-athqāl), travada em setembro de 837 contra os turguexes, o principado de Cutal e outros estados da Transoxiana. Os árabes e Chaganiã foram derrotados nesta batalha, na qual também morreu o Chaghan Khudah. Não obstante, grande parte de Grande Coração e Chaganiã continuaram sob controlo dos árabes. Durante o mandato de Nácer ibne Saiar (Naṣr ibn Sayyār), o último governador omíada de Coração (entre 738 e 748), Chaganiã foi novamente vassalo do Califado Omíada. Depois disso os Chagãs Codas (Chaghans Khudahs) começaram a desaparecer das fontes históricas. No fim do século VIII passou a ser controlada diretamente pelo Califado Abássida, que sucedeu ao Califado Omíada em 750. Os mutájidas (também conhecidos como Chagânidas), uma dinastia iraniana que ganhou o controlo de Chaganiã no século X, podem ter sido descendentes dos Chaghan Khudahs.

### Dinastia mutájida
O fundador da dinastia mutájida foi Abubacar ibne Maomé (Abu Bakr Muhammad), um vassalo dos samânidas, outra dinastia iraniana. Era um apoiante leal do imperador Nácer II (r. 914–943), que o recompensou nomeando-o como governador de Coração. Em 939, Abubacar adoeceu e foi substituído no seu posto pelo filho Abu Ali Chagani. Em 945, o monarca samânida Nu I demitiu Abu Ali do cargo de governador de Coração, após ouvir queixas da admninistração demasiado severa, e procurou substituí-lo por um turco, o sinjúrida Ibraim ibne Sinjur, Abu Ali recusou-se a aceitar a demissão e rebelou-se. A rebelião foi apoiada por vários nobres iranianos proeminentes, como Abu Mançor Maomé, que Abu Ali nomeou comandante de Coração. Abu Ali também convenceu Ibraim ibne Amade, um samânida tio de Nu, a vir do Iraque para ser governador de Bucara quando ele tomou a cidade em 947. Tendo garantido a sua posição, Abu Ali voltou para Chaganiã. No entanto, Ibraim era impopular entre a população de Bucara e Nu retaliou retomando a cidade. Ibraim e dois dos seus irmãos foram cegados.
Quando Abu Ali soube da reconquista de Bucara marchou mais uma vez em direção a Bucara, mas foi derrotado por um exército enviado por Nu e retirou para Chaganiã. Passado algum tempo saiu da região e tentou obter o apoio de outros vassalos dos samânidas. Entretanto, Nu devastou Chaganiã e a saqueou a capital. Pouco depois ocorreu outra batalha entre Abu Ali e o exército samânida no Tocaristão, que terminou com os samânidas vitoriosos. Felizmente para Abu Ali, ele conseguiu o apoio de outros vassalos samânidas, como os governantes de Principado de Cutal e os cumijis (povo das montanhas), e acabou por por acordar a paz com Nu, que lhe permitiu ficar com Chaganiã ficando o seu filho Abu Almozafar Abedalá como refém em Bucara.

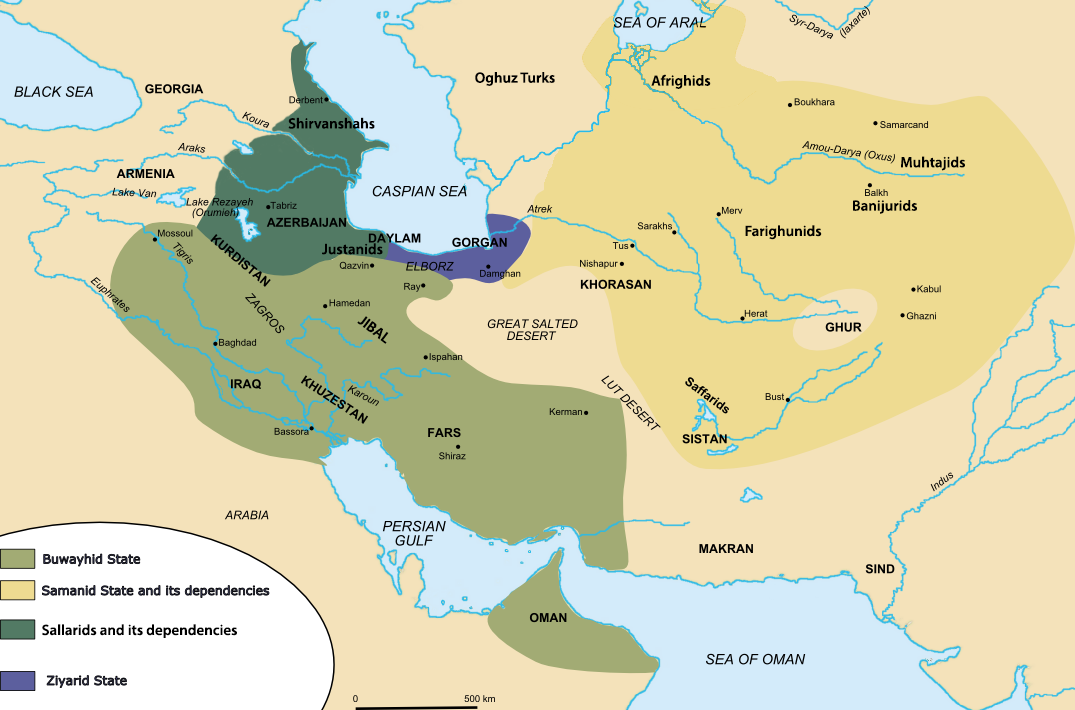
O Grande Irão em meados do século X

Algum tempo depois Abu Ali foi enviado para reprimir uma rebelião perto de Chaganiã, liderada por autoproclamado profeta Mádi. Abu Ali conseguiu derrotar e capturar este último, após o que enviou a sua cabeça para Bucara. Cerca de 951 ou 952, o filho de Abu Ali, Abu Almozafar Abedalá, morreu num acidente e o seu corpo foi enviado para Chaganiã, onde foi sepultado.
Abu Ali e um dos seus outros filhos morreu em 955 vítima de peste. Os seus corpos foram levados para Chaganiã, onde foram enterrados. Um certo príncipe mutájida, Abu Almozafar ibne Maomé, provavelmente neto de Abu Ali, foi depois nomeado como novo governante de Chaganiã. Segundo outras fontes, Abu Ali foi sucedido por um familiar de nome Alboácem Tair.
No fim do século X a dinastia mutájida tornou-se vassala do Império Gasnévida, que nessa altura substituíram  os samânidas como potência dominadora na Transoxiana e Coração. Em 1024, um governante mutájida cujo nome não se conhece e outros vassalos dos gasnévidas juntaram-se  ao rei gasnévida Mamude de Gásni quando este cruzou o rio Oxo para se encontrar com o seu aliado, o Cádir Cã Iúçufe, governante caracânida de Casgar. Durante o reinado do sucessor de Mamude, Maçude I, o governador de Chaganiã foi um tal de  Abu Alcácime, genro de Mamude, que pode ter sido um mutájida. Alguns anos depois, Abu Alcácime teve que abandonar a província devido à invasão dos caracânidas. Não há mais menções a governantes nativos de Chaganiã depois disso. Poucos anos depois, a região foi tomada pelo Império Seljúcida. Durante o reinado do sultão seljúcida Alparslano (r. 1063–1072), o irmão deste, Ilias ibne Chagri Begue, foi nomeado governador de Chaganiã. No século XII o nome Chaganiã deixou de ser usado.